# Herfstbitterling
Herfstbitterling (Blackstonia perfoliata subsp. serotina) is een plant uit de gentiaanfamilie die vooral gevonden wordt in het Middellandse Zeegebied, maar ook voorkomt in Noordwestelijk Europa. De soort staat op de Nederlandse Rode lijst van planten als zeldzaam en stabiel of toegenomen. 

## Beschrijving
De herfstbitterling wordt zo'n 10 à 40 centimeter hoog met stevige zich vertakkende stengels. De bladeren zijn zeegroen en de bovenste komen met elkaar samen aan de stengel. De plant bloeit van juli tot in oktober en draagt 0,8-1 cm grote, gele bloemen. De bovenste stengelbladen zijn aan de voet versmald en niet over de volle breedte met elkaar vergroeid. De bloemstelen zijn 2 cm lang. De lijn- tot lancetvormige kelkslippen hebben drie nerven en de vlakke kelkslippen liggen tegen de 6-6,5 mm lange en 3-4 mm brede doosvrucht aan. Ze zijn even lang als de bloemkroon. De zwarte zaden zijn 0,3-0,4 mm groot. Bij de zomerbitterling (Blackstonia perfoliata subsp. perfoliata) zijn de bovenste stengelbladeren over de volle breedte met elkaar vergroeid, zijn de bloemstelen korter, liggen de kelkslippen na de bloei ingerold tegen de doosvrucht aan en zijn de kelkslippen korter dan de bloemkroon.

## Ecologie
De plant wordt vooral gevonden op kalksteen of krijtsteen, en ook wel op duinen.